# Халль-ин-Тироль
Халль-ин-Тиро́ль (нем. Hall in Tirol) — город в Австрии, в федеральной земле Тироль.
Площадь коммуны составляет 5,54 км², население — 14 243 человека (1 января 2021), плотность населения — 2555 чел./км²

## История
Ранее на русском языке именовался Галль (Hall). Город, находился в 10 км от Инсбрука, при реке Инн. На начало XX века в городе находились: церковь, 1271 года постройки, несколько монастырей, заведение для глухонемых, несколько фабрик, солеварня (ежегодная добыча соли — от 320 000 до 330 000 центнеров), несколько заведений для соленых ванн, жителей около 6 000 человек. Судоходность по реке Инн начиналась у Галля.
Сейчас Халль-ин-Тироль ходит в состав округа Инсбрук.

## Население
| Год  | Численность |
| ---- | ----------- |
| 1869 | 5333        |
| 1889 | 5657        |
| 1890 | 5982        |
| 1900 | 6438        |
| 1910 | 7365        |
| 1923 | 7454        |
| 1934 | 8657        |
| 1939 | 9349        |
| 1951 | 10075       |
| 1961 | 10811       |
| 1971 | 12873       |
| 1981 | 12614       |
| 1991 | 12368       |
| 2001 | 11492       |
| 2011 | 12835       |
| 2021 | 14243       |

## Знаменитые уроженцы и жители
- Франц Пичман (р.1954) — австрийский борец греко-римского стиля, призёр чемпионатов мира и Европы.
- Йозеф Антон Цоллер (1730—1791) — австрийский художник.

## Политическая ситуация
Бургомистр коммуны — Эва-Мариа Пош (АНП).
Совет представителей коммуны (нем. Gemeinderat) состоит из 21 места.
- АНП занимает 8 мест.
- Партия Für Hall занимает 3 места.
- СДПА занимает 3 места.
- Зелёные занимают 3 места.
- АПС занимает 4 места.

## Фотографии

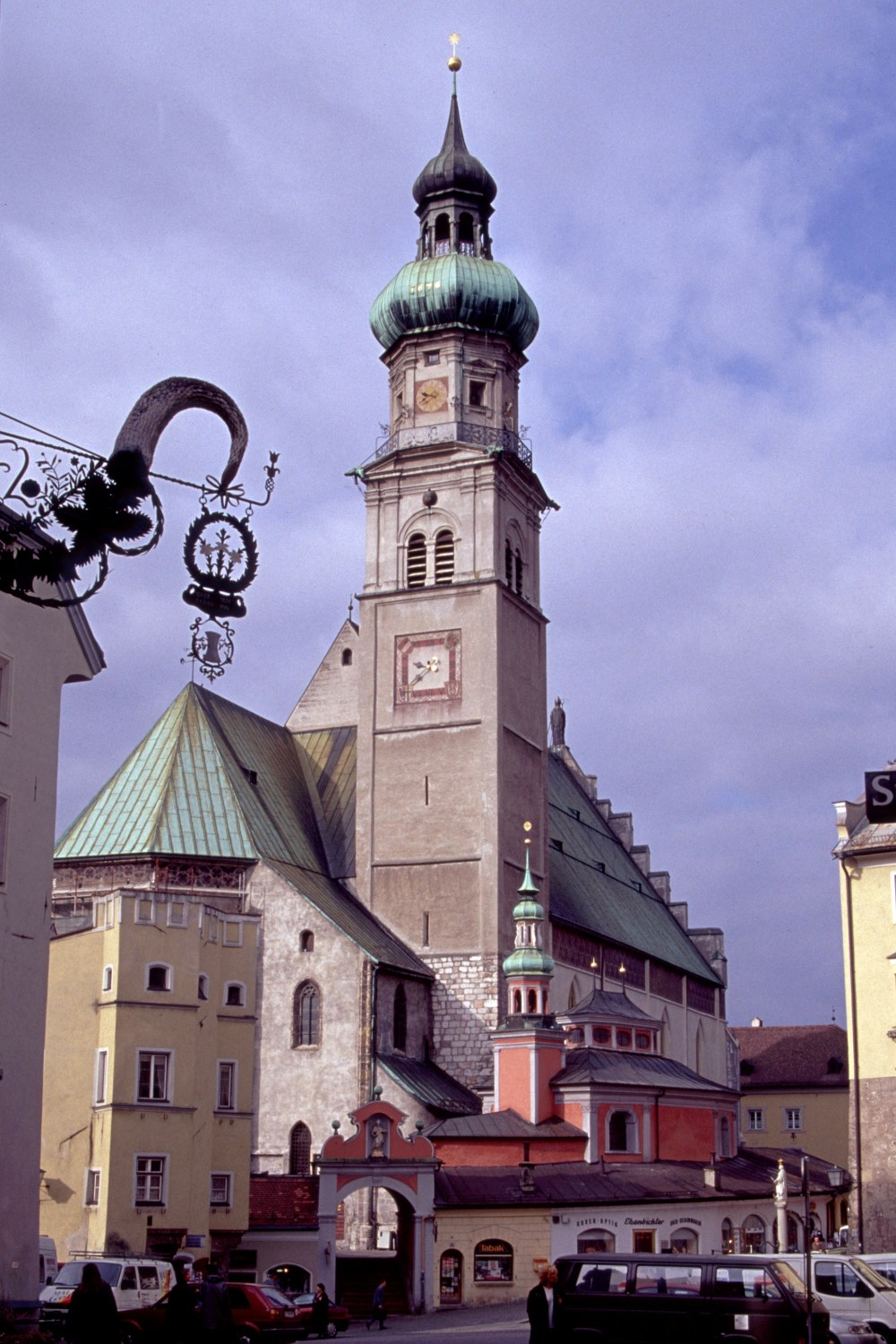
Церковь Святого Николая в историческом центре Халля
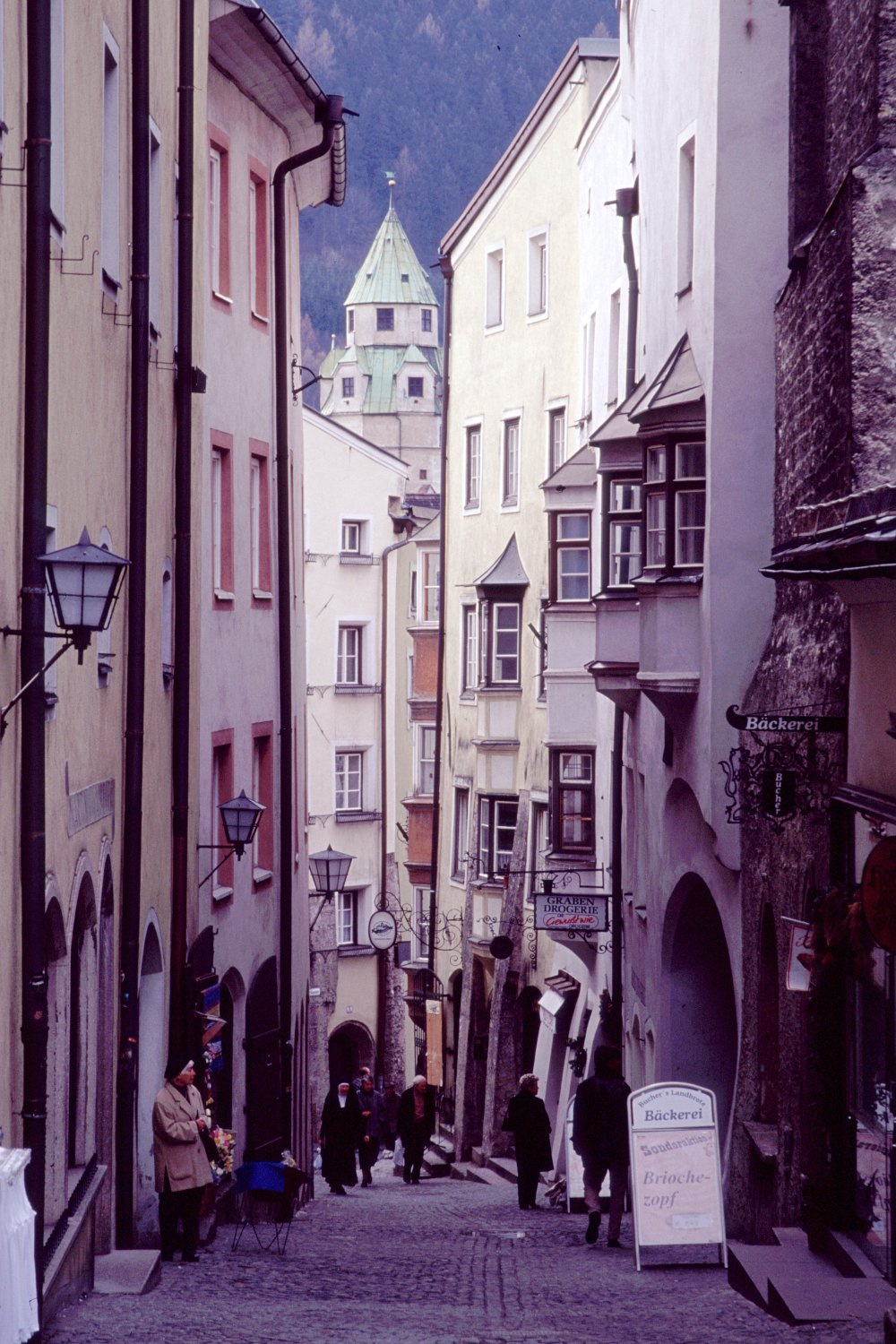
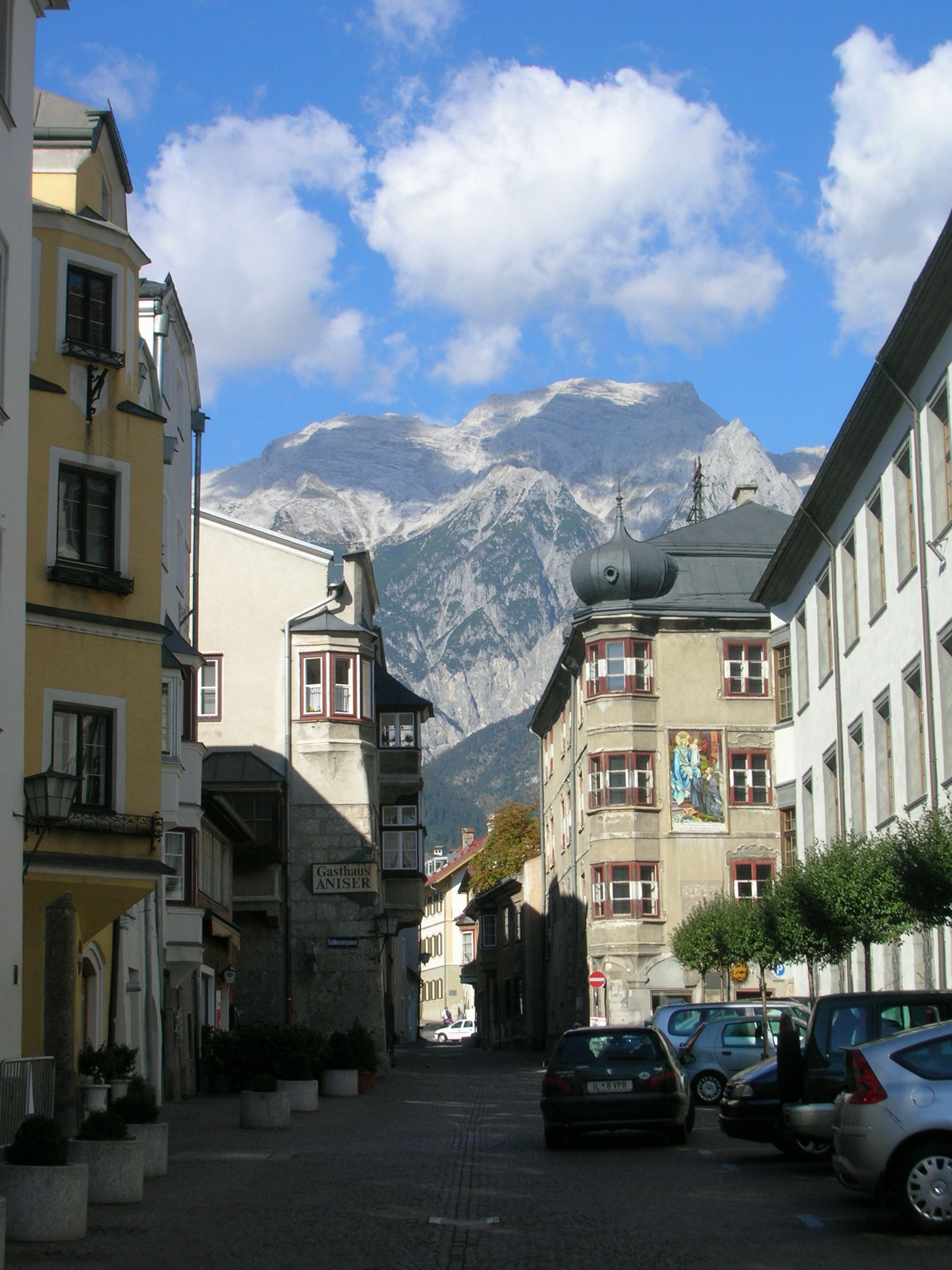
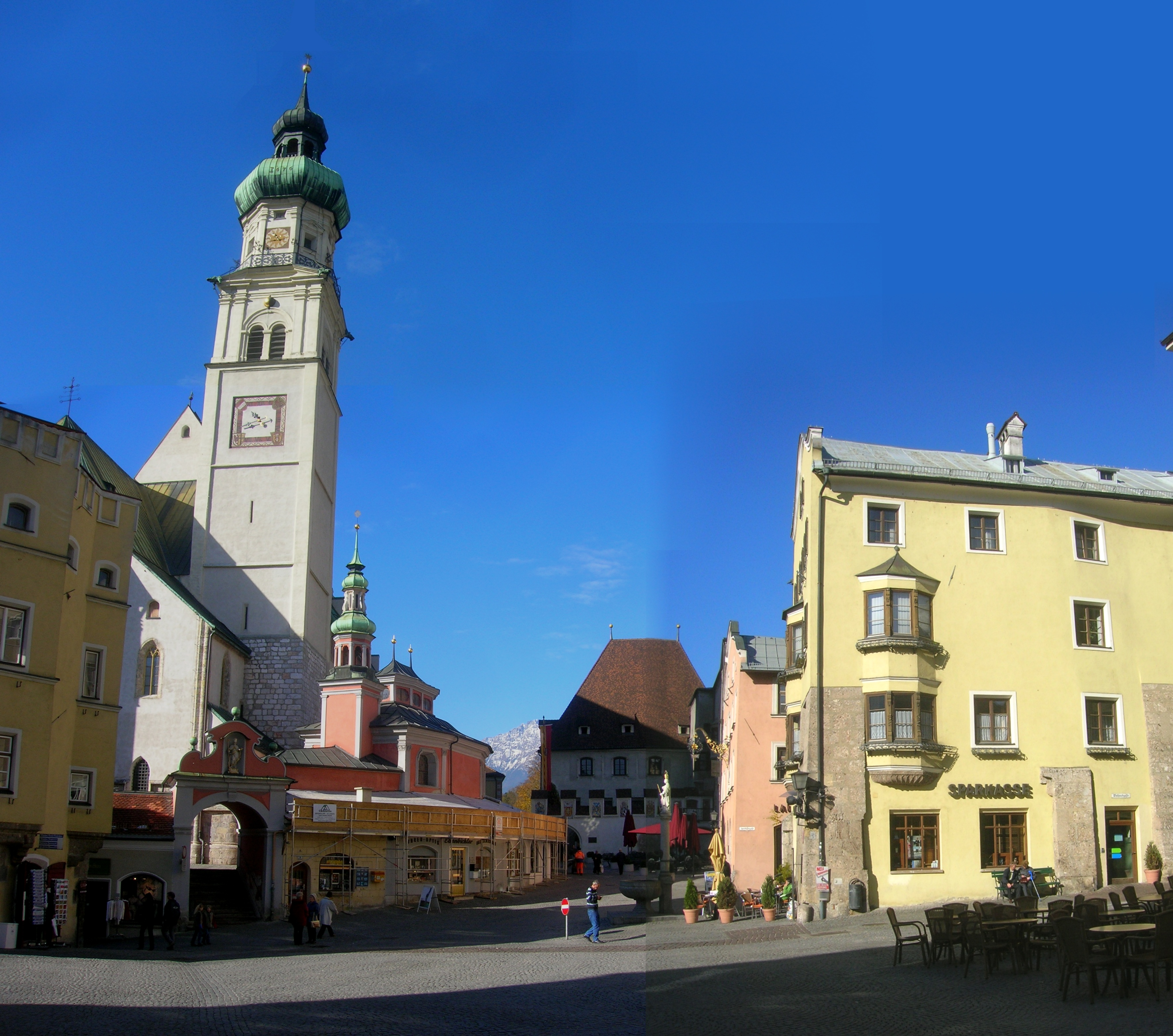